# Le Gault-Saint-Denis
Le Gault-Saint-Denis är en kommun i departementet Eure-et-Loir i regionen Centre-Val de Loire strax norr om centrala Frankrike. Kommunen ligger i kantonen Bonneval som tillhör arrondissementet Châteaudun. År 2022 hade Le Gault-Saint-Denis 674 invånare.

## Befolkningsutveckling
Antalet invånare i kommunen Le Gault-Saint-Denis
Referens:INSEE